# تشارلز غوستافسون
تشارلز غوستافسون (بالسويدية: Charles Gustafsson)‏ (25 ديسمبر 1932 في السويد - ) هو لاعب كرة قدم سويدي في مركز الوسط. شارك مع منتخب السويد لكرة القدم. أما مع النوادي، فقد لعب مع نادي مالمو.

## مسيرته الكروية
لعب تشارلز غوستافسون خلال مسيرته الاحترافية مع نادِ واحدٍ في موسمين وسجل خلالها 17 هدفًا ضمن 38 مباراة. ولم يفوز بأي موسم بالكأس أو بالدوري.
خاض تشارلز غوستافسون مسيرته مع نادي مالمو في موسم 1957–58 ولمدة موسمين، مشاركًا في 38 مباراة سجل خلالها 17 هدفًا.

## وصلات خارجية
- تشارلز غوستافسون على موقع قاعدة بيانات كرة القدم.إي يو (الإنجليزية)
- تشارلز غوستافسون على موقع ناشيونال فوتبول تيمز (الإنجليزية)